# Marienplatz 5 (Wittislingen)

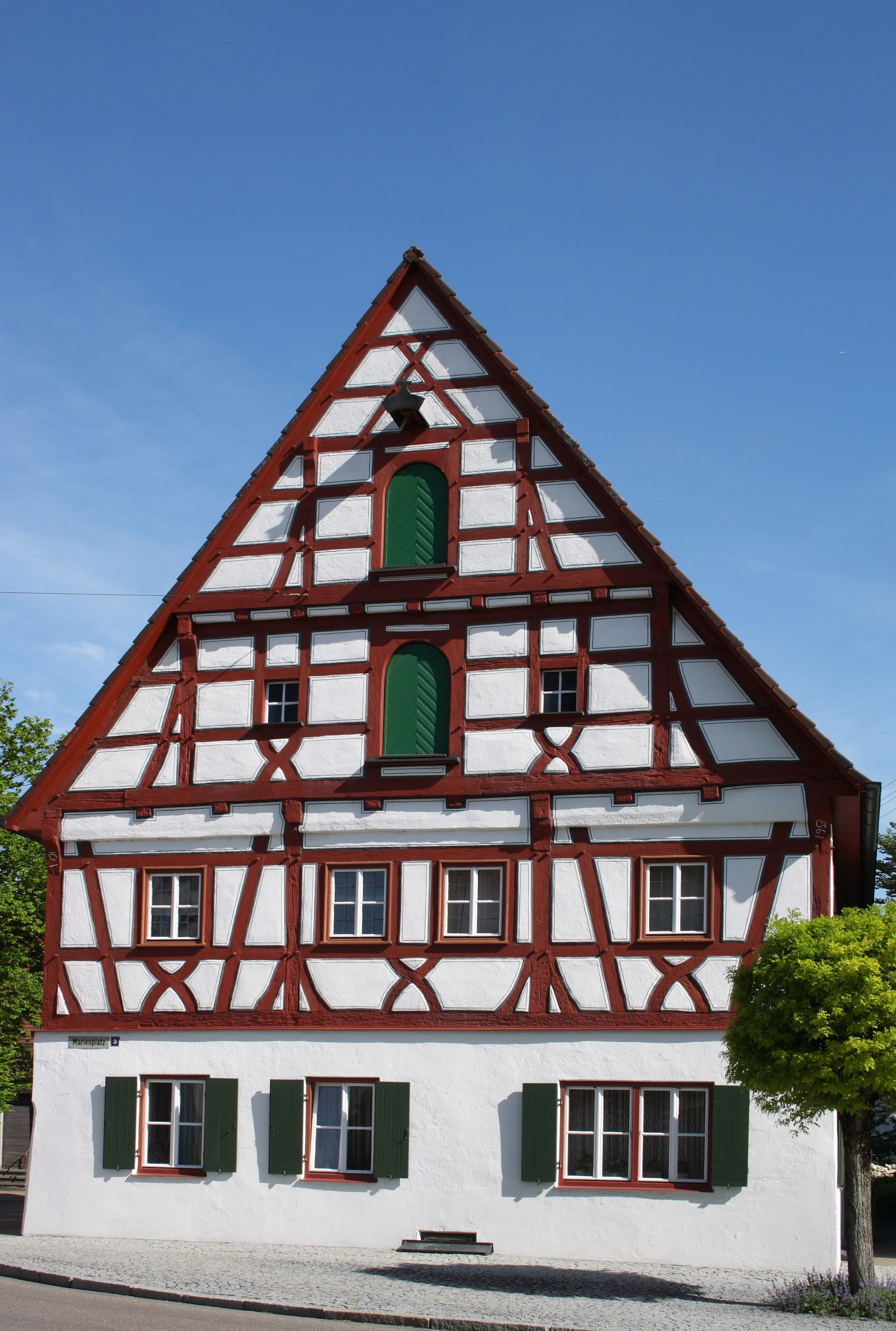
Fachwerkhaus Marienplatz 5

Das Haus Marienplatz 5 in Wittislingen, einer Gemeinde im schwäbischen Landkreis Dillingen an der Donau (Bayern), wurde 1551 errichtet. Das Fachwerkhaus ist ein geschütztes Baudenkmal.

## Architektur
Das Wohnhaus ist ein zweigeschossiger Satteldachbau in Ecklage mit Fachwerkobergeschoss und zweigeschossigem Fachwerkgiebel mit Ladeluken und Kranbalken. Das zweite Giebelgeschoss ist über Konsolen und Balken leicht vorkragend. An dem Haus mit vier zu fünf Achsen ist die Jahreszahl 1531 in einem Kopfband eingeschnitten. Im Giebel befindet sich in jedem Stockwerk eine Halbkreisluke. Im unteren Giebelgeschoss wird diese von zwei kleinen Rechteckfenstern flankiert. Unter allen Fenstern sind geschweifte Riegelkreuze angebracht.